# Klenovice na Hané
Pour les articles homonymes, voir Klenovice.
Klenovice na Hané (en allemand : Klenowitz in der Hanna) est une commune du district de Prostějov, dans la région d'Olomouc, en République tchèque. Sa population s'élevait à 840 habitants en 2023.

## Géographie
Klenovice na Hané se trouve à 11 km au sud-est de Prostějov, à 22 km au sud d'Olomouc, à 50 km au nord-est de Brno et à 214 km à l'est-sud-est de Prague.
La commune est limitée par Čelčice à l'ouest et au nord-ouest, par Ivaň au nord-est, par Oplocany, Polkovice et Obědkovice à l'est, par Tvorovice au sud, et par Pivín au sud-ouest.

## Histoire
La première mention écrite de la localité remonte à 1309.

## Galerie

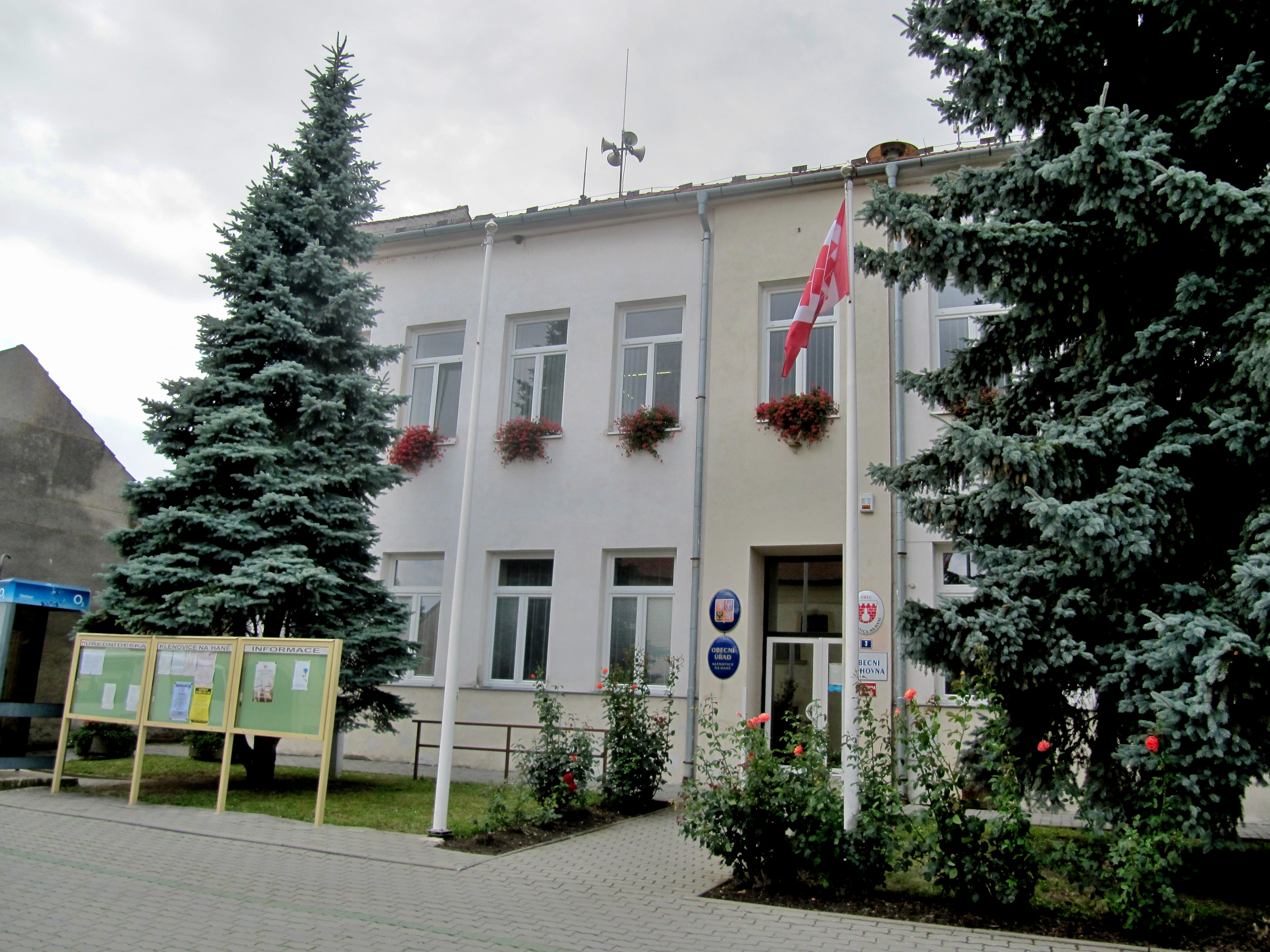
Klenovice na Hané : la mairie.
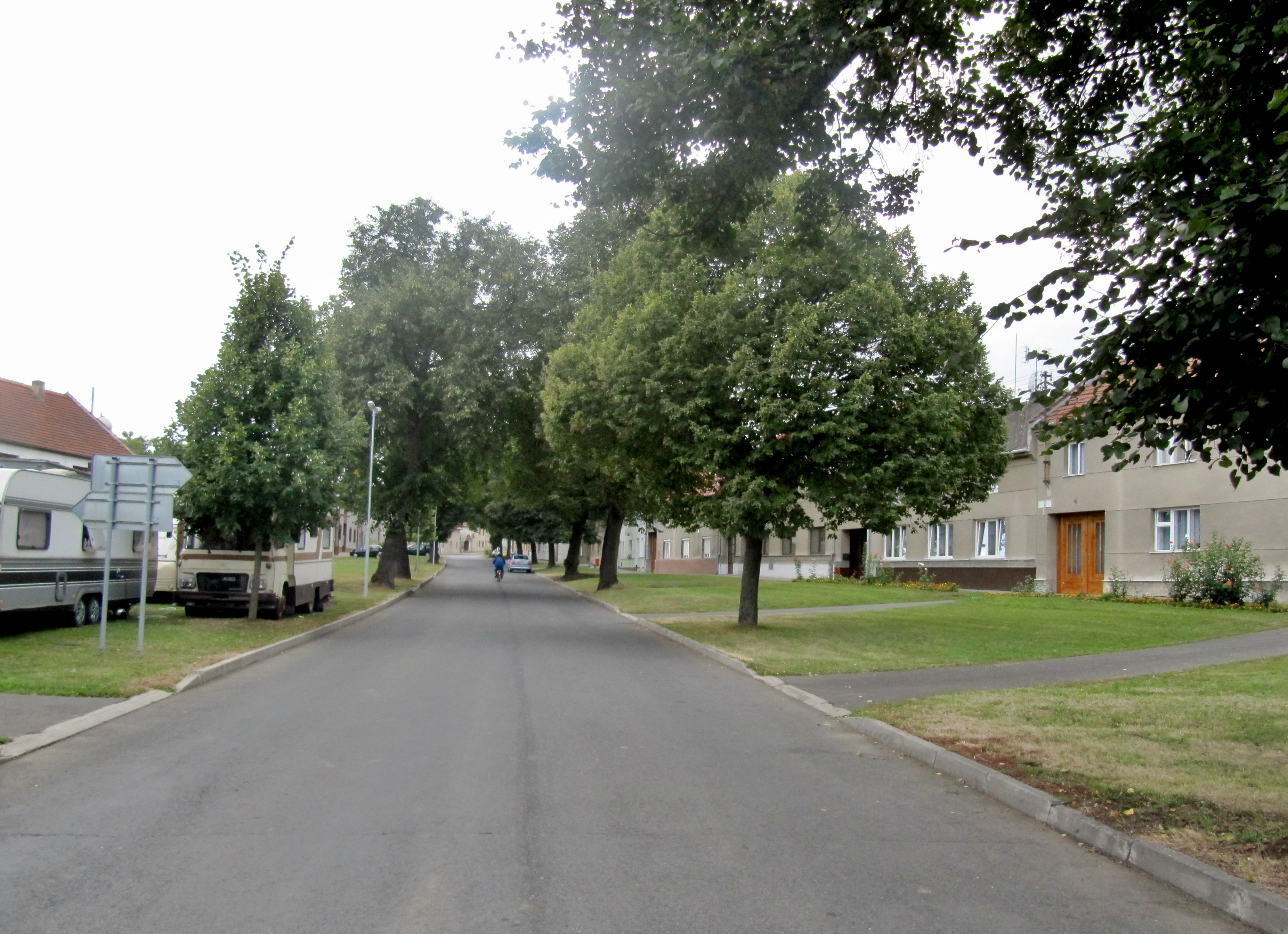
Rue en direction de Pivín.

## Transports
Par la route, Klenovice na Hané se trouve à 12 km de Prostějov, à 28 km d'Olomouc et à 267 km de Prague.